# Мордасів
Мордасів — річка-струмок в Україні, у межах Гайсинського району Вінницької області. Права притока Кіблича (притока Собу, басейн Південного Бугу). Тече через село Борсуки. Впадає у Кіблич за 18 км від гирла. Довжина — 5 км.